# Штайнальбен
Штайнальбен (нем. Steinalben) — община в Германии, в земле Рейнланд-Пфальц. 
Входит в состав района Юго-западный Пфальц. Подчиняется управлению Вальдфишбах-Бургальбен.  Население составляет 439 человек (на 31 декабря 2010 года). Занимает площадь 2,54 км².